# Organ-on-a-chip
Organ-on-a-chipまたは生体機能チップとはチップ上に構成された臓器の機能を持つ素子。

## 概要
マイクロリアクターの一種でチップ上に半導体製造で培われた微細加工技術を駆使して微細な流路を形成してその上に臓器の細胞を培養する。ハーバード大学の生体を再現するための材料やデバイスの開発を目指すヴィース生体工学研究所ではアメリカ食品医薬品局（FDA）と国立衛生研究所（NIH）の巨額の研究費が投じられ、動物実験に代わるヒト細胞のチップを用いた医薬品評価を実現するプロジェクトの一環として肺チップと小腸チップの開発が進められる。
従来の人工臓器では再現できなかった生体の機能を再現する事が可能で動物実験の代替の選択肢としても、近年、開発が進みつつある。

## 文献
- 藤井輝夫. "「マイクロ・ナノデバイス技術による生命科学の新展開」." 生産研究 59.4 (2007): 377-380.
- D. Huh, B. D. Matthews, A. Mammoto, M. Montoya-Zavala, H. Yuan Hsin, D. E. Ingber,“Reconstituting organ-level lung functions on a chip” Science 328, 1662-1668 (2010)
- Bhise, Nupura S., et al. "Organ-on-a-chip platforms for studying drug delivery systems." Journal of Controlled Release 190 (2014): 82-93.
- 眼底組織を模倣するオーガンチップデバイスの開発
- 木村啓志，藤井輝夫，酒井康行．"創薬を加速化するツールとしてのOrgan-on-a-chipの進展." 薬剤学 76(4) (2016): 238-242.